# Šantelj
Šantelj je priimek več znanih Slovencev: 
- Stanislav Šantelj, častnik
- Zlatko Šantelj, košarkar